# دييغو ميني
دييغو ميني (بالإسبانية: Diego Mini)‏ هو لاعب كرة الريشة بيروي، ولد في 13 أبريل 1999 في ليما في بيرو.

## وصلات خارجية
- دييغو ميني على موقع BWF.tournamentsoftware.com (الإنجليزية)
- دييغو ميني على موقع BWFbadminton.com (الإنجليزية)